# HD 166460
HD 166460，又名BD+03 3620，SAO 123212、HR 6800，是一颗恒星，视星等为5.51，位于銀經31.24，銀緯10.58，其B1900.0坐标为赤經18h 5m 40.5s，赤緯+3° 10.58′ 16″。